# كأس العالم تحت 17 سنة لكرة القدم 1991
هي بطولة كأس العالم للناشئين التي أقيمت في إيطاليا بمشاركة 16 منتخبا، وانتصرت غانا في النهائي على البرازيل وشاركت في البطولة منتخبات عربية وهي السودان والإمارات التان وقعتا في مجموعة واحدة ومنتخب قطر الذي وصل للمركز الرابع.